# Jeronimo Voss
Jeronimo Voss (* 1981 in Hamm) ist ein deutscher Installationskünstler.

## Leben und Werk
Jeronimo Voss studierte bis 2002 Kommunikationsdesign an der Gesamthochschule Essen. Anschließend studierte er bis 2009 Bildende Kunst an der HfBK Städelschule in der Freien Klasse und bei Tobias Rehberger. Seit 2014 ist Voss Dozent an der Hochschule für Gestaltung und Kunst in Basel.
„Jeronimo Voss interessiert sich für die erzählerischen Qualitäten von Projektionsapparaturen. In vielen seiner Arbeiten greift der Künstler auf technisch formale Prinzipien der Phantasmagorie zurück. Unter Verwendung restaurierter Glasbilder der historischen Laterna Magica sowie digital bearbeiteten Bildern schafft er zeitgenössische Filminstallationen und Fotocollagen. Voss verknüpft mit den Mitteln der Montage historische Weltanschauungen, politische Theorien und Beobachtungen der Stadtentwicklung. Auf diese Weise entstehen ebenso gesellschaftskritische wie poetische Werke, die den sozialen mit dem gebauten Raum, Vorstellungen eines unendlichen Raums mit Bildern des Kosmos sowie Vergangenheit, Gegenwart und Zukunft ineinanderfügen.“
Voss ist Gründungsmitglied der „Realism Working Group“, die 2008 als Projekt der Freien Klasse im Frankfurter Kunstverein entstanden ist und 2019 „Synnika“, einen experimentellen Raum für Praxis und Theorie, im Frankfurter Bahnhofsviertel eröffnete. Voss künstlerische Praxis stellt immer auch die Frage nach der eigenen Position und Perspektive in kollektiven Prozessen.

## Ausstellungen (Auswahl)

### Einzelausstellungen
- 2011 Aufstand der Fischer (Восстание рыбаков). Galerie Cinzia Friedlaender, Berlin[7]
- 2013 Phantasmagorical Horizon. Museum für Moderne Kunst in Frankfurt
- 2013 In Dependent Gravity. Galerie Cinzia Friedlaender, Berlin
- 2014 metro/-skopien, mit Katrin Kamrau. Bielefelder Kunstverein
- 2015 Fanfares for Effective Freedom. Der Tank, Institut Kunst, HGK FHNW, Basel
- 2016 Inverted Night Sky. Stedelijk Museum Bureau Amsterdam
- 2017 Syndikation im Ödland. BIKINI, Basel
- 2019 SURPLUS. Kunstverein Bellevue-Saal Wiesbaden
- 2020 Tablar, mit Realism Working Group. SYNNIKA, Frankfurt am Main

### Gruppenausstellungen
- 2008 Trompe-l’œil Polizei, mit Realism Working Group. Frankfurter Kunstverein
- 2009 Come in, Friends, the House is yours! Künstlerhaus Stuttgart
- 2010 Lecture Performance. Kölnischer Kunstverein und MOCA Belgrad
- 2010 New Frankfurt Internationals, Frankfurter Kunstverein
- 2011 The Marx Lounge. Stedelijk Museum Bureau Amsterdam
- 2011 Anfang Gut. Alles Gut. Eine Aktualisierung der Oper Sieg über die Sonne (1913), mit Jessica Sehrt. Basso Berlin, Kunsthaus Bregenz
- 2012 Die Ewigkeit durch die Sterne. dOCUMENTA (13)
- 2012 Artists Against Aids. Kunst- und Ausstellungshalle der Bundesrepublik Deutschland, Bonn
- 2013 I knOw yoU. Irish Museum of Modern Art, Dublin
- 2013 Unruhe der Form. Entwürfe des politischen Subjekts. Wiener Secessionsgebäude, Wien
- 2013 Der Ungeduld der Freiheit Gestalt zu geben. Württembergischer Kunstverein Stuttgart, Stuttgart
- 2013 There’s No Place Like Home. Westfälischer Kunstverein, Münster
- 2014 Cine Dreams. Fondazione Trussardi, Mailand
- 2015 Communal Villa: Production and Reproduction in Artists’ Housing. Realism Working Group und Dogma, Wohnungsfrage Haus der Kulturen der Welt, Berlin[8]
- 2015 Kamarado. Stedelijk Museum Bureau Amsterdam
- 2016 Liberty Taken. Clark House Initiative, Mumbai
- 2017 The New Observatory. FACT Liverpool
- 2018 Transantiquity. Galeria Municipal do Porto
- 2018 Kunst der Revolte/Revolte der Kunst. Realism Working Group (Jessica Sehrt, Martin Stiehl, Jeronimo Voss), Studierendenhaus Campus Bockenheim, Frankfurt am Main
- 2018 There will come Soft Rains. Basis Frankfurt
- 2019 Op sterrenjacht, Museumfabriek, Enschede
- 2019 ferry tales and poems and songs, Natalie Portman, Art Basel
- 2020 Conversion, mit Synnika und Realism Working Group, Soeng Joeng Toi, Guangzhou
- 2021 Canning Areas, Offenes Haus, Frankfurt am Main
- 2021 To the Edge of Time, KU Leuven
- 2021 Non Plus Ultra Black, mit Realism Working Group, Synnika, Frankfurt am Main

## Auszeichnungen (Auswahl)
- 2012 Einjähriges Arbeitsstipendium der Jürgen-Ponto-Stiftung
- 2013 Reisestipendium der Hessischen Kulturstiftung
- 2014 GWK-Förderpreis Kunst
- 2015 Max-Pechstein-Förderpreis Stipendium
- 2016 Atelierstipendium Kunstfonds Bonn
- 2019 Künstler-Arbeits-Stipendium vom Kunstverein Bellevue-Saal, Wiesbaden